# Premier ministre d'Ossétie du Sud-Alanie
 (octobre 2022).
Si vous disposez d'ouvrages ou d'articles de référence ou si vous connaissez des sites web de qualité traitant du thème abordé ici, merci de compléter l'article en donnant les références utiles à sa vérifiabilité et en les liant à la section « Notes et références ».
Le Premier ministre d'Ossétie du Sud-Alanie est le chef du gouvernement de la République d'Ossétie du Sud-Alanie.

## Liste des Premiers ministres de l'Ossétie du Sud
| Nom                        | Début du mandat   | Fin du mandat     | Parti politique |
| -------------------------- | ----------------- | ----------------- | --------------- |
| Oleg Teziev                | 28 novembre 1991  | octobre 1993      | Indépendant     |
| Gerasim Khougaïev          | octobre 1993      | mai 1994          | Indépendant     |
| Feliks Zassiev             | mai 1994          | 1995              | Indépendant     |
| Vladislav Gabaraïev        | 1995              | 24 septembre 1996 | Indépendant     |
| Valery Hubulov (intérim)   | 24 septembre 1996 | 2 décembre 1996   | Indépendant     |
| Aleksandr Shavlokhov       | 2 décembre 1996   | août 1998         | Indépendant     |
| Merab Tchigoïev            | août 1998         | 6 juin 2001       | Indépendant     |
| Dmitry Sankoïev            | 14 juin 2001      | décembre 2001     | Indépendant     |
| Gerasim Khugaïev           | décembre 2001     | août 2003         | Parti Unité     |
| Igor Sanakoïev             | 17 septembre 2003 | mai 2005          | Parti Unité     |
| Zourab Kokoïev (intérim)   | mai 2005          | 5 juillet 2005    | Parti Unité     |
| Iouri Morozov              | 5 juillet 2005    | 17 août 2008      | Parti Unité     |
| Boris Tchotchiev (intérim) | 17 août 2008      | 22 octobre 2008   | Parti Unité     |
| Aslanbek Boulatsev         | 22 octobre 2008   | 3 août 2009       | Parti Unité     |
| Vadim Brovtsev             | 5 août 2009       | 26 avril 2012     | Parti Unité     |
| Rostislav Khougaïev        | 26 avril 2012     | 20 janvier 2014   | Indépendant     |
| Domenty Kulumbegov         | 20 janvier 2014   | 16 mai 2017       | Indépendant     |
| Erik Poukhaïev             | 16 mai 2017       | 29 août 2020      | Indépendant     |
| Guennadi Bekoïev           | 29 août 2020      | 20 juin 2022      | Indépendant     |
| Konstantin Dzhussoev       | 20 juin 2022      | en cours          | Indépendant     |